# 中坝乡 (房县)
中坝乡，是中华人民共和国湖北省十堰市房县下辖的一个乡镇级行政单位。

## 行政区划
中坝乡下辖以下地区：
下坝村、三溪村、潭峪村、三池村、龙驹山村、胡湾村、中坝村、章湾村、上坝村、龙滩村、贯沟村、宝石村、麦浪村和楮河村。